# スーパームーン

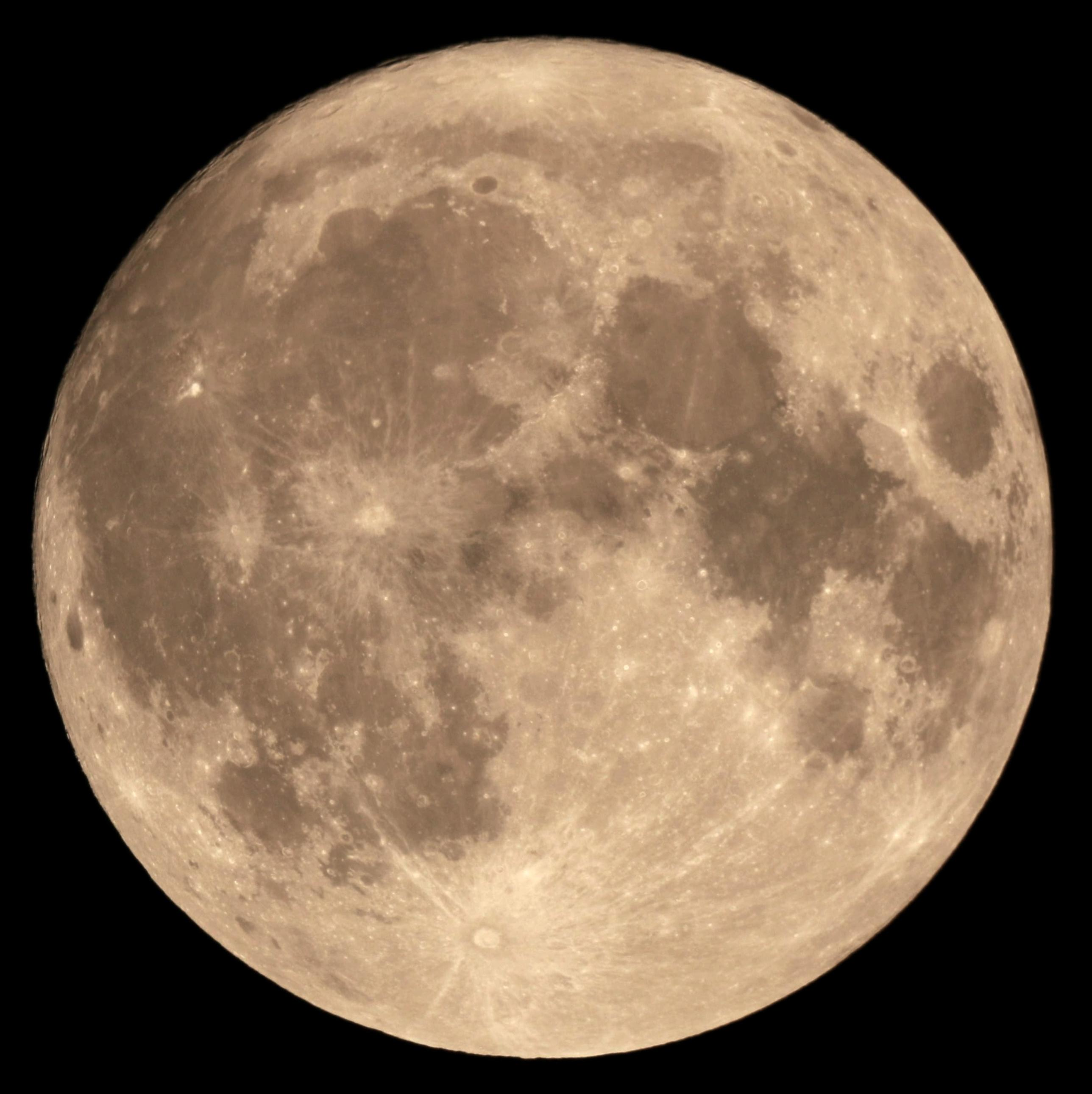
2016年11月14日のスーパームーンは、地球の中心から356,511km離れていて、1948年以来の近さであり、次の同様の接近は2034年となる。

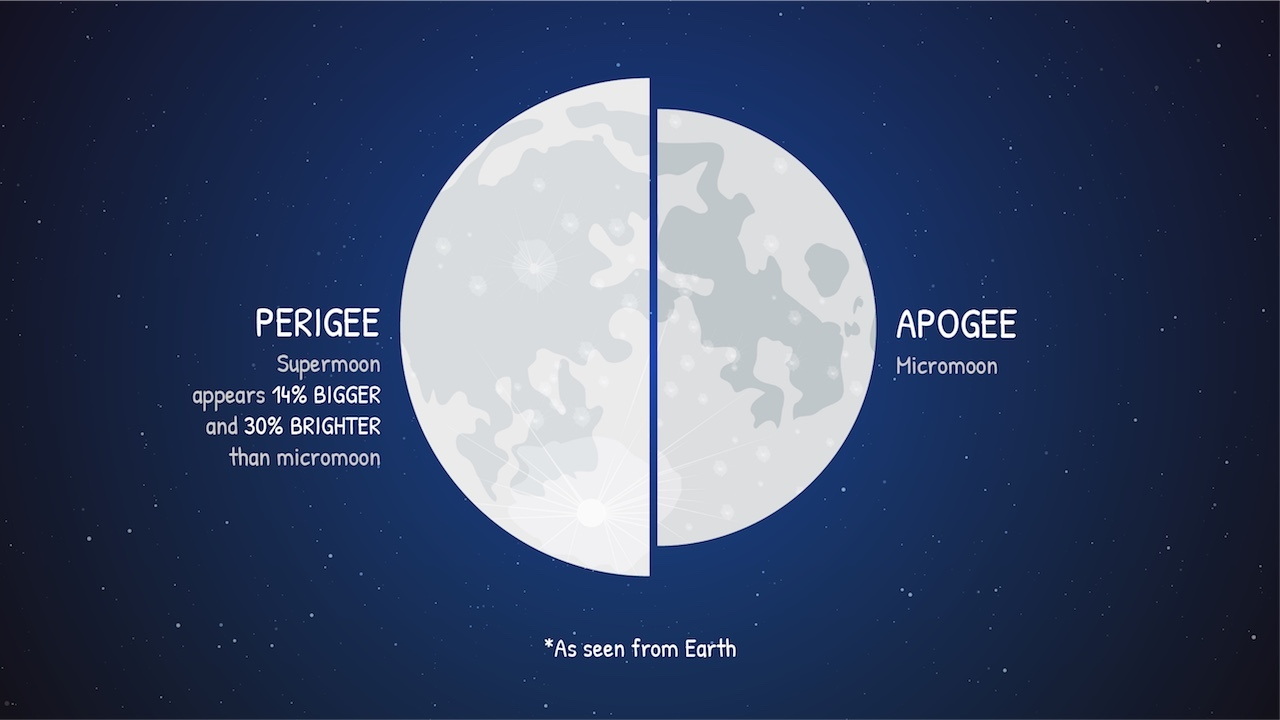
スーパームーンとマイクロムーンの大きさの比較（NASAによるもの）

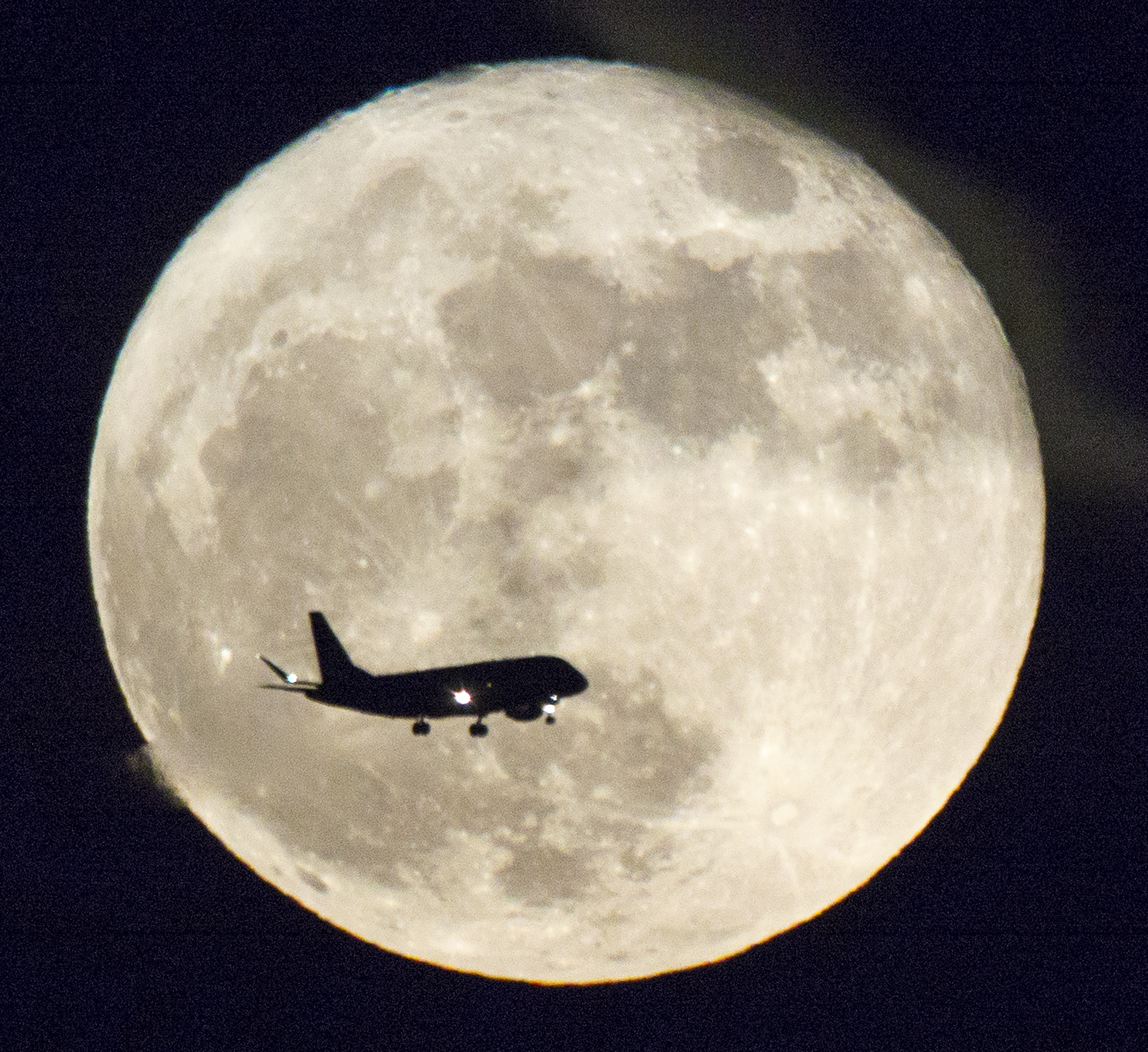
2016年11月14日の夜、テキサス州オースティンのリンドン・ジョンソン大統領記念図書館の上空を飛行する航空機

スーパームーン（英語: supermoon）とは、楕円軌道における月の地球への最接近と、満月または新月が重なることにより、月が地球から最も大きく見える現象である。天文学の視点では、太陽-地球-月系において、月が地球に対する近点（近地点）にあると同時に、太陽と地球に対し、月が衝（望）となった時の月のことである。ただし、「スーパームーン」という用語は占星術に由来するものであり、天文学の正式な用語ではない。天文学では近点の満月を Perigee full moon 、新月を Perigee new moon と呼称している。
この反対の現象である、遠点での惑星直列はマイクロムーン (micromoon) と呼ばれるが、この用語はスーパームーンほどは広まっていない。

## 距離
地球から月までの距離は、楕円軌道であるために、約35万7000 kmから40万6000 kmまで変化する。
近点の満月は、遠点のものよりも最大14%大きく、30%明るい（2011年3月19日、NASAによる観測）。

### 用語
スーパームーンという用語は、占星術師のリチャード・ノル (Richard Nolle) が1979年に以下のように独断的に定義した。
軌道中で地球に最接近（90%以内）した新月または満月。即ち、地球と月と太陽が直線上に並び、月が地球に最も接近した状態。
ノルはまた、スーパームーンの位置にある月は「地球物理学的ストレス」の原因になると主張した。なぜ90%という数字が選ばれたかについては言及しなかった。
近年では、特に最接近して近点から前後1時間以内に満月または新月を迎えることを「エクストリーム・スーパームーン」(extreme supermoon)、あるいは「エクストラ・スーパームーン」(extra supermoon) と呼ぶ場合があり、このような満月はおよそ18年に1度の割合で観測できる。1950年以降では、1955年、1974年、1992年、2011年、2014年が該当する。なお、2016年のスーパームーンでは月と地球の距離が68年ぶりに最接近した（35万6511 kmの距離まで月と地球が最接近した約2時間半後に満月を迎える）が、前述の近点から前後1時間以内という「エクストリーム・スーパームーン」の条件には該当しない。
一方、スーパームーンという用語は天文学の正式な用語ではなく、明確な定義が存在しない。類似する用語としては、代わりに perigee-syzygy（近点惑星直列）や perigee full/new moon（近点満月/新月）という用語が使われている。「近点」は、月が軌道中で地球に最接近する点であり、「惑星直列」は、地球と月と太陽が一列に配置した状態で、満月及び新月の度ごとに生じる。したがって、スーパームーンは、上記2つの組み合わせとみなせるが、毎回完全に一致するわけではない。

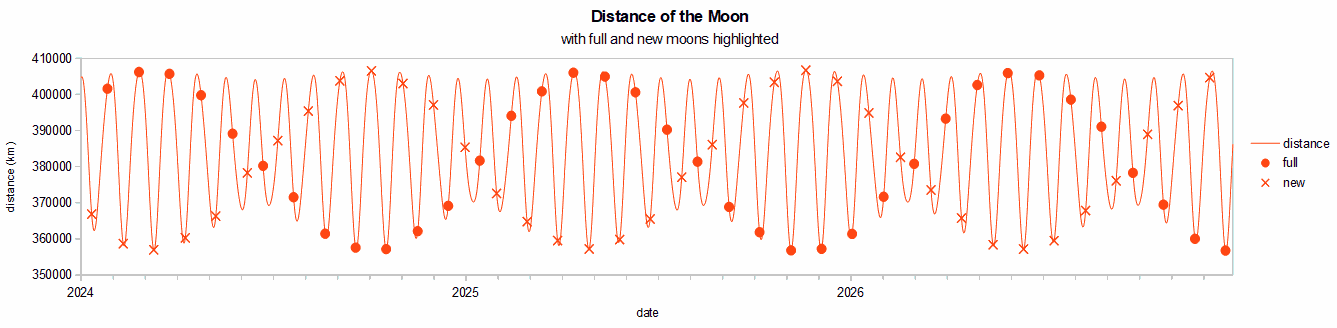
スーパームーンは、グラフの最下部に最も近いマークされたポイント

## 頻度

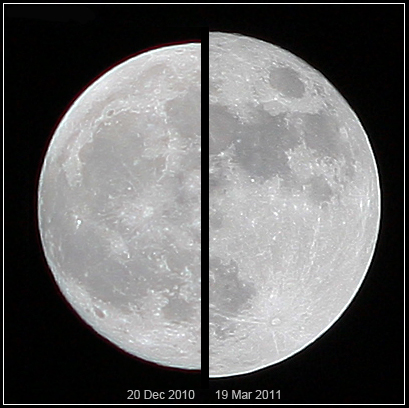
地球から見たスーパームーン（2011年3月19日、右）と平均的な大きさの月（2010年12月20日、左）

満月周期は、月が近点かつ太陽および地球と並ぶ間の期間であり、約13.9443朔望月（約411.8日）である。したがって、ほぼ毎回14回目の満月がスーパームーンとなる。しかし、周期のちょうど半分でも満月は近点に近づき、その直前または直後の新月はスーパームーンとなる。したがって、1回の満月周期毎に3回のスーパームーンが生じる。なお、満月のスーパームーンは前述の満月周期によって年に大体1回観測できるが、地球と月の位置関係によっては2014年のように年に数回観測できることもある。
13.9443と14の差は、1/18に非常に近いので、スーパームーンの周期自体が18回の満月周期（約251朔望月、20.3年）の周期で変動する。したがって、約10年の間は最大のスーパームーンが満月、次の10年間は最大のスーパームーンが新月となる。

## 地球への影響
太陽と月からの地球の海洋に対する影響は、月が新月または満月の時に最も大きくなる。月が近点にいる時は、潮汐力はいくらか強くなり、近点の大潮 (Perigean spring tide) を引き起こす。潮汐力は逆三乗則に従うため、力は平均よりも19%大きくなるが、この力が最も強い時でも、せいぜい数インチ程度の影響にすぎないという説もある。ただし、各地点（海域）での実際の潮の高さは世界中で異なる。

### 海岸浸食
スーパームーンの時には海岸侵食が増大することが明らかになっている。港湾空港技術研究所の研究チームが発表した研究成果によると、スーパームーンの時の侵食量は、通常時と比較して約50%増しになることが示されている。スーパームーンによる大潮の満潮位は通常の大潮の時よりも高くなることから、浸水リスクが高く、台風などによる高波・高潮が重なると侵食も大きくなり、沿岸部のリスクが高くなる。
この現象は、スーパームーンの持つ大きな起潮力によって、満潮時の海水位の上昇に伴って地下水位も大きく上昇し、その後の海水位が下がった時にも砂浜に水が含まれた状態のままとなり、波で削られやすくなることで生じると考えられている。この現象は茨城県神栖市の波崎海岸での25年間の地形観測により確認されたものである。

### 座礁
2011年3月19日のスーパームーンは、イギリスのソレント海峡での5隻の船の座礁の原因となったという主張があるが、これを裏付ける根拠はない。

### 地震との関連
2011年の東北地方太平洋沖地震や2004年のスマトラ島沖地震のような巨大地震は、1 - 2週間以内に発生しているスーパームーンに起因するという憶測があるが、深さ40 km以内の比較的浅い地点で起こる地震については、月の引力により断層にかかる力が大きくなればなるほど地震が発生しやすくなるという学説が存在する。また、東京大学の研究チームが科学誌『ネイチャー ジオサイエンス』2016年9月12日付電子版に発表した研究結果によると、1万件以上の地震データから潮汐力の強い時期には巨大地震の発生確率が上昇することが示されている（「潮汐#地震との関係」も参照）。
なお、2011年 - 2012年の文献では「スーパームーンと大地震の相関関係を示す証拠はない」とする説もあった。